# Stadttheater Königsberg

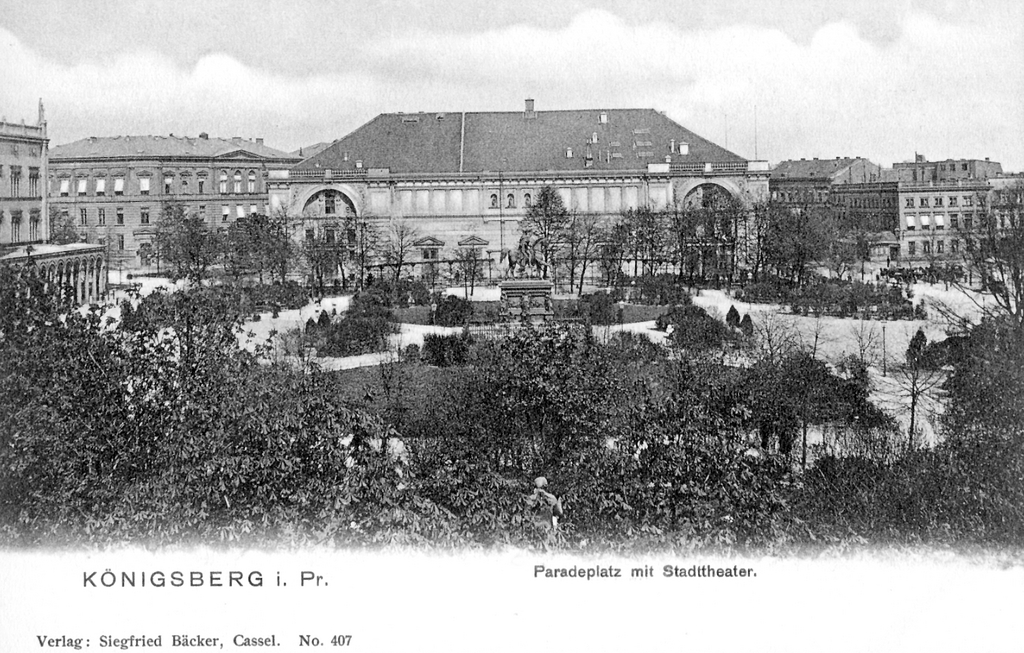
Rückseite des Stadttheaters an der Ostseite des Paradeplatzes, links die Neue Universität

Das Stadttheater Königsberg war über 200 Jahre eines der angesehensten Theater in Preußen und im Deutschen Reich.

## Geschichte

### Vorläufer
Das Königsberger Theater begann mit Fastnachtsspielen und Schulkomödien am Anfang des 16. Jahrhunderts. 1552 wurde die „Eroberung Roms“ von Georg Sabinus im Schlosshof, 1573 „Der Sündenfall“ des Schulmeisters Roll aufgeführt. 1605 ließ sich die Herzogin Marie Eleonore im Königsberger Schloss von englischen Komödianten vorspielen. 1618 brachten sie Shakespeare. Die erste Oper, Simon Dachs Cleomedes von Heinrich Albert, wurde 1635 vor Władysław IV. Wasa von Studenten aufgeführt. 1688 ging Christopher Marlowes Die tragische Historie vom Doktor Faustus über die Bretter. Von Direktor Hilferding veranlasst, spielte die Schönemannsche Gesellschaft im Altstädtischen Junkerhof den Dr. Faustus, Molières Tartuffe und Gottscheds Sterbender Cato.
1753 schenkte Friedrich II. (Preußen) dem Theaterdirektor Konrad Ernst Ackermann den Kreytzenschen Platz zum Bau eines ständigen Theaters. Mit dem Geld des Kaufmanns Friedrich Saturgus baute Ackermann das Theater mit 300 Sitzen als das erste im Königreich Preußen. Mit Racines „Mithridate“ wurde es 1755 eröffnet. Es folgte Lessings Miss Sara Sampson. Aus Angst vor dem Siebenjährigen Krieg verließ Ackermann 1756 Königsberg und ging nach Leipzig.
1768 schrieb Theodor Gottlieb von Hippel der Ältere die ersten Theaterkritiken in Johann Jakob Kanters Königsbergschen Gelehrten und Politischen Zeitungen. 1769 führte Direktor Karl Theophil Döbbelin Minna von Barnhelm auf. Zwischen 1771 und 1787 pflegte Caroline Schuch das Singspiel. 1785 gab es die Erstaufführungen von Die Räuber, Die Verschwörung des Fiesco zu Genua, Don Karlos (Schiller) und Clavigo. 1788 brachten die Geschwister Schuch Die Entführung aus dem Serail, 1793 den Don Giovanni und 1794 die Die Zauberflöte.
1795 brannte das Theater ab. Weitergespielt wurde im Altstädtischen Junkerhof. Dort fand 1798 die Erstaufführung von Figaros Hochzeit statt. 1800 wurde ein neues Theater nach Entwürfen von Friedrich Gilly an alter Stelle gebaut. Nach einem neuerlichen Brand wurde es 1802 abermals aufgebaut. Direktor Steinberg brachte 1803 Zacharias Werners Weihe der Kraft, Wallenstein und Maria Stuart, 1804 Nathan der Weise und 1807 Die Braut von Messina. Zu Beginn der Koalitionskriege wurden Lieder von Max von Schenkendorf aufgeführt. 1809 kam Racines Tragödie Phèdre auf die Bühne. Danach wurde das Theater Konzert- und Gesellschaftshaus.

### Stadttheater

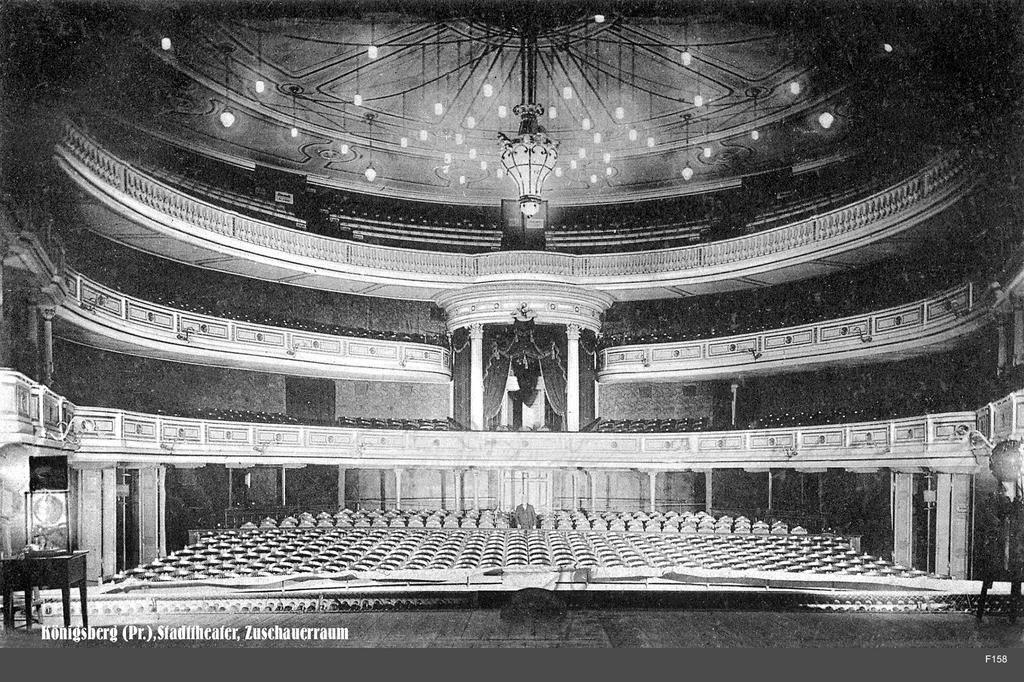
Zuschauerraum

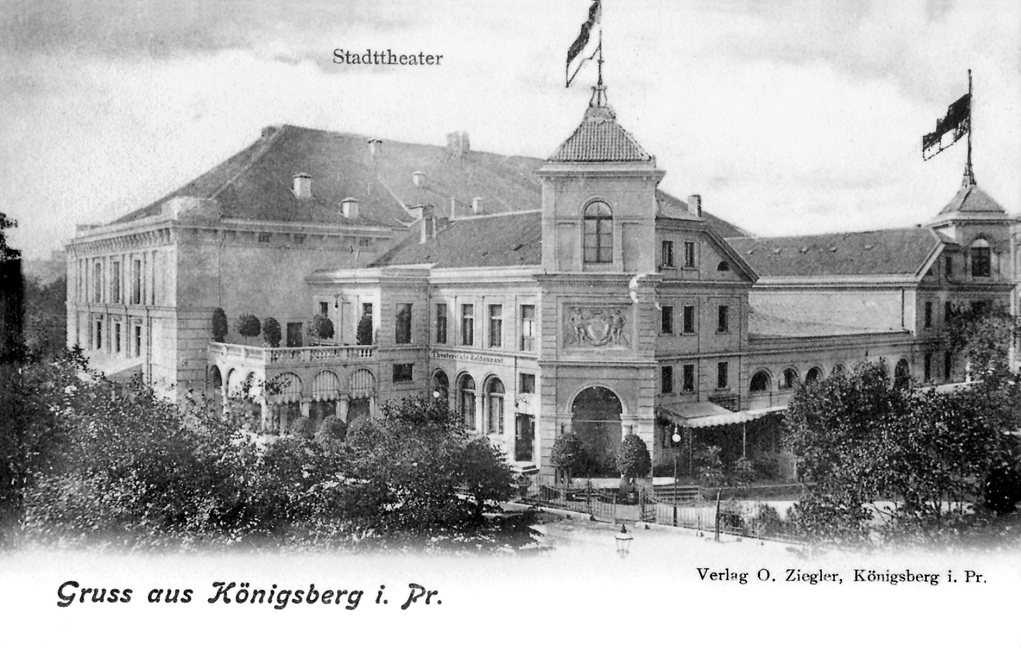
Neues Foyer

Der Grundstein für das Stadttheater wurde 1806 durch den Minister für Ostpreußen des Deutschen Reiches Friedrich Leopold von Schrötter auf dem Paradeplatz (Königsberg) gelegt. Das von Johann Valerian Müller entworfene Gebäude stand zum Teil auf den Fundamenten der im Bau stecken gebliebenen Garnisonskirche. Am 9. März 1808 wurde es von Direktor Carl Steinberg in Gegenwart des Hofes mit der Oper La clemenza di Tito eröffnet. Aus ungeklärten Gründen brannte das Gebäude bereits 1. Juli 1808 ab. Die Wiedereröffnung fand in Gegenwart des Königspaares im Dezember 1809 mit dem Festspiel Die Weihe statt. 1810 fand im Theater die Erstaufführung von Wilhelm Tell (Schiller), 1811 von Die Jungfrau von Orléans (Schiller) statt. Die künstlerische Leitung hatte August von Kotzebue. 1815 wurden Iphigenie auf Tauris und der Götz von Berlichingen (Goethe) aufgeführt. 1819 brachte Direktor Hurray Fidelio und Der Freischütz zur Erstaufführung.
Nach dem Zusammenbruch des Theaters 1828 und der Auflösung des Ensembles, feierten 1830 Der zerbrochne Krug und 1832 Faust. Eine Tragödie Premiere. Kein Erfolg war die Uraufführung von Der letzte Held der Marienburg von Joseph von Eichendorff im Jahr 1831. Der Komponist Richard Wagner war 1836 bis 1837 Kapellmeister am Stadttheater. 1836 hatte er die dort engagierte Schauspielerin Minna Planer in der Tragheimer Kirche geheiratet. 1854 erhielt das Theater eine Gasbeleuchtung. Über Jahre fungierten Corpsstudenten der Littuania und Masovia als Türsteher. Sie hatten darauf zu achten, dass nur durch den Albertus (Anstecknadel) ausgewiesene Studenten für 6 Silbergroschen in das Stehparterre gelassen wurden. Dafür durften sie die Aufführung unentgeltlich verfolgen.

„Die Studenten hielten damals überhaupt engen Kontakt mit den Schauspiel- und Opernkräften. Diese verkehrten gern im Kreise der Jugend. Sie waren den dadurch gewonnenen Sympathien und somit einem kräftigen Applaus bei den Aufführungen nicht abgeneigt. So war u. a. ein Heldentenor Wild ein gern gesehener Gast bei Masovia, und das Zusammentreffen mit Karl Helmerding ein Höhepunkt. Dieser feingebildete Komiker war Mitglied des Berliner Wallner-Theaters. Franz Wallner, vordem Leiter des deutschen Theaters in Posen, hatte es einst übernommen, ihm zu guten Ruf und später sogar zu seinem Namen verholfen. Im Frühjahr 1859  kassierte Helmerding  als Gast in Königsberg die gewohnten Beifallsstürme. Durch einen Kollegen ließ er sich bei Masovia einführen. Es gefiel ihm dort so gut, daß er alle jungen Corpsbrüder zu einer großen Droschken-Kaffeetafel-Fahrt nach den vor dem damaligen Festungsgürtel gelegenen Hufen einlud. Die liederumrauschte Rückkehr der vielen Wagen, die den Weg durch die Stadt zum Theater nahmen, konnte den abendlichen Erfolg des Künstlers nur noch steigern.“

1879 kam es unter der Regie von Max Staegemann und dem Dirigat von Emil Paur zur deutschen Erstaufführung von Bizets Carmen, mit der ihr weltweiter Siegeszug begann. Nachdem das Theater nach 1890 erneut zusammengebrochen war, wurden 1893 das Theaterfoyer umgebaut und Restaurants angebaut. 1903 erhielt das Theater elektrische Beleuchtung.  Zu Beginn des Ersten Weltkriegs wurde das Theater als Lazarett umgewidmet. Am 27. August 1918 als reines Opernhaus wiedereröffnet, wurde es 1924 mit dem Neuen Schauspielhaus zum Ostpreußischen Landestheater zusammengelegt. Die Erstaufführung von Der Rosenkavalier von Richard Strauss fand 1927 statt. 1928 erwarb die Stadt beide Theater. Im Zweiten Weltkrieg endete die Geschichte des Theaters, als es Ende August 1944 bei den Luftangriffen auf Königsberg bis auf die Grundmauern niederbrannte.

## Direktoren und Intendanten
- Caroline Schuch[3]
- Konrad Ernst Ackermann (bis 1756)

Adolf Varena (1842–1912) leitete das Theater über 20 Jahre lang bis zu seinem Tod.

- 1763–1765: Franz Schuch der Jüngere
- Karl Theophil Döbbelin
- 1802: Carl Steinberg, Sohn von Caroline Schuch
- 1809: Anton Schwartz
- 1810: Carl Steinberg
- 1811–1812: Karl Friedrich Wilhelm Fleischer
- 1813–1814: Carl Beinhöfer
- 1816–1817: Daniel Huray
- 1824–1827: Adolph Schröder
- 1828–1829: Heinrich Dorn
- 1834–1842: Anton Hübsch
- 1843–1845: Friedrich Tietz
- 1845–1876: Arthur Woltersdorff
- 1876–1879: Max Staegemann
- 1880–1883: Albert Goldberg
- 1883–1886: Adolf Werther
- 1886–1890: Andreas August Amann
- 1890–1892: Heinrich Jantsch
- 1892–1912: Adolf Varena
- 1912–1914: Max Berg-Ehlert
- 1914–1918: Max Richards
- 1918–1920: Ludwig Hertzer
- 1920–1928: Josef Geißel
- 1928–1932: Hans Schüler

## Wirkstätte
Am Stadttheater Königsberg wirkten:

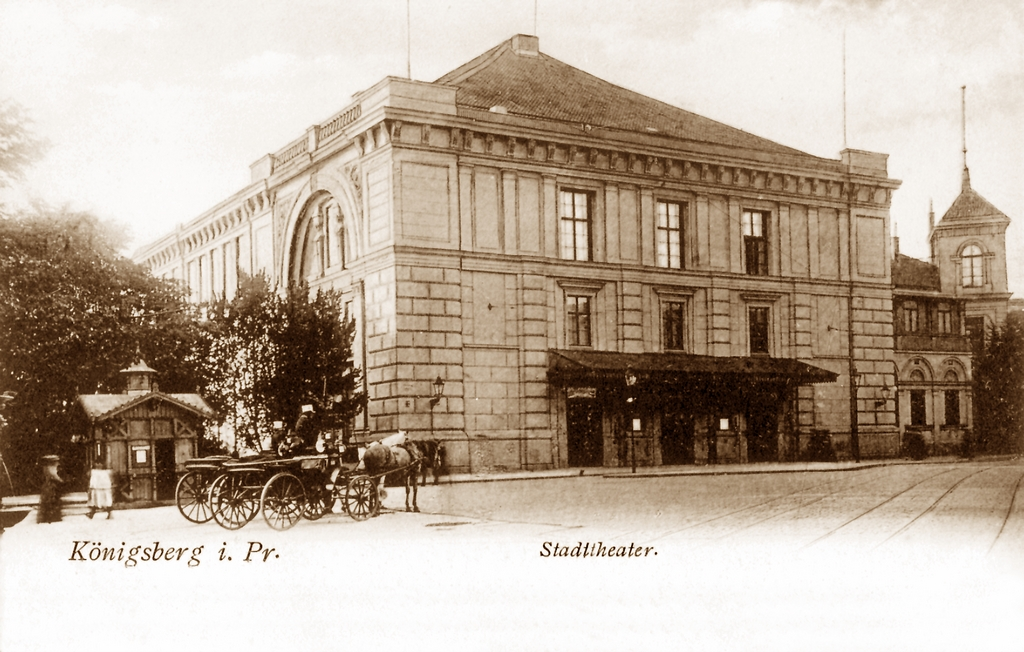
Seiteneingang, links die Ostseite des Paradeplatzes

- Wilhelm Eisenblätter, 1898–1912 Bühnenmaler.
- Johanna Richter, Opernsängerin
- Ilsemarie Schnering, Schauspielerin
- Eberhard Keindorff, Schauspieler
- Louis Köhler, Dirigent und Klavierpädagoge
- Rudolf von Gottschall, Dramaturg
- Richard Wagner, Kapellmeister
- Karl Franz Rankl, Dirigent
- Max Brode, Konzertmeister
- Erwin Scharfenorth, ab 1925 Bühnenbildner und Ausstattungsleiter
- Johann Theodor Mosewius, Opernsänger
- Sophie Wilhelmine Mosewius, Opernsängerin